# Louis Massignon
Pour les articles homonymes, voir Massignon.
Louis Massignon, né le 25 juillet 1883 à Nogent-sur-Marne et mort le 31 octobre 1962 à Suresnes, est un universitaire et islamologue catholique français.
Professeur au Collège de France de 1926 à 1954, il a contribué à une meilleure connaissance de l’islam sur le plan académique, tout en prônant sur le plan spirituel la nécessité de la réconciliation des « religions abrahamiques ». Il est en cela un précurseur du dialogue interreligieux.
Parfois controversé, Louis Massignon est une figure complexe à saisir, alliant plusieurs domaines de compétence (scientifique, politique, spirituelle), imbriquées les unes aux autres.

## Biographie

### Enfance et famille
Descendant d’une famille originaire du Pays de Bray (Forges les Eaux), son père, Ferdinand Massignon est mieux connu sous son nom d'artiste Pierre Roche. Sculpteur et graveur, il fait partie du courant art nouveau et symboliste, sans négliger la veine régionaliste bretonne, région où il bâtit et décore une maison, près de Pordic (Côtes d’Armor), lieu de villégiature familiale. Il épouse Marie Hovyn, issue d’une famille de tisserands du Nord de la France. De leur union naît Louis. Sa mère est une chrétienne pratiquante. Son père est incroyant, et rationaliste, mais il est proche des milieux d'avant-garde, et d'amis chrétiens convertis comme Charles-Marie Dulac ou Joris-Karl Huysmans. Louis est le fruit d'un couple mais aussi d'un siècle, celui de la troisième République, où s'affrontent esprit clérical et esprit laïc,. Très jeune, il est tiraillé entre ces deux aspirations incarnées par ses parents. Son œuvre participe entièrement de ces deux postulations.

### Études, jeunesse et incroyance
À Paris, il suit d'abord ses études au lycée Montaigne. En 1896, âgé de treize ans, il entre au lycée Louis-le-Grand et se lie d’amitié avec le futur sinologue Henri Maspero, fils de l’égyptologue Gaston Maspero. Tous deux se passionnent pour les sciences, la botanique, la linguistique, l’ethnologie et les expéditions coloniales. Encouragé par son père, il voyage seul en 1898, en Autriche et en Allemagne, puis en Italie avec ses parents en 1899. Progressivement, il bascule dans l'incroyance.
En 1900, il est titulaire d’un baccalauréat de philosophie, puis de mathématiques l’année suivante. Le 27 octobre, sur le conseil de son père, il rencontre l'écrivain catholique Joris-Karl Huysmans à Ligugé. Cette entrevue qui dure six heures marquera plus tard sa spiritualité,.
Après avoir passé sa licence ès lettres en 1902, il consacre son diplôme d'études supérieures d’histoire et de géographie au voyageur et géographe du xvie siècle Hassan al-Wazzan, alias Léon l'Africain, musulman converti au catholicisme, avec comme mémoire le Tableau géographique du Maroc dans les quinze premières années du xvie siècle d'après Léon l'Africain.
En 1902 et 1903, il fait son service militaire durant lequel il se lie d’amitié notamment avec Jean-Richard Bloch, Roger Martin du Gard ou André Siegfried,.

### Découverte de l'Orient et de l'islam
Dès 1901, il entreprend un premier voyage à Alger. En 1904, il se lance au Maroc dans une expédition entre Tanger et Fès, avec le sculpteur Pierre Sainte, ami de son père, pour confronter sur place les observations recueillies dans son mémoire sur Léon l'Africain. L'intérêt qui le pousse vers le monde musulman se mue en passion et il se jure alors d’apprendre l’arabe.
Plongé dans l'étude du Maroc, il transmet ses travaux via Henry de Castries et Hubert Lyautey à Charles de Foucauld, dont il a beaucoup apprécié l'ouvrage Reconnaissance au Maroc (1888). Ce dernier lui répond qu'il prie pour lui, mais, à ce moment-là, le jeune Massignon ne réagit pas.
En 1906, il sort diplômé d’arabe littéraire et vulgaire à l’École des langues orientales vivantes, tout en suivant les cours d’Hartwig Derenbourg à l’École Pratique des Hautes Études et d’Alfred Le Chatelier au Collège de France. L’année suivante, il est nommé à l’Institut français d’Archéologie Orientale au Caire. Il rencontre un jeune aristocrate espagnol converti à l’islam : Luis de Cuadra. C’est lui qui lui fait découvrir le saint musulman Mansur al-Hallaj. Tous deux vont aussi entretenir une liaison amoureuse. Cette expérience de l’homosexualité n’est plus taboue. Massignon dit en souffrir et ne veut pas rester en Égypte. Fin 1907, il est envoyé en mission archéologique en Mésopotamie. À Bagdad, il délaisse le milieu consulaire et s’installe dans un quartier musulman, bénéficiant de l’hospitalité de deux notables lettrés de la famille Alusi. Avec leur aide, il commence ses recherches sur Mansur al-Hallaj, soufi crucifié à Bagdad en 922, à qui il va consacrer sa thèse.

### La conversion en 1908
Fin mars 1908, il dirige une expédition pour explorer la forteresse sassanide d’Al-Okheïdir. Début mai, il est arrêté à Kût el-’Amâra par les autorités ottomanes. La région est en proie à la prochaine révolution des Jeunes-Turcs et le Français est considéré comme un potentiel espion. Il est forcé de rentrer à Bagdad sur un bateau remontant le Tigre. Bien que toute la lumière ne soit pas faite sur les événements, il se croit condamné à mort et tente vainement de se suicider. Il vit alors une expérience mystique, la Visitation de l’Étranger, qui marque son retour à Dieu et au christianisme.
« L’Étranger qui m’a visité, un soir de mai, devant le Tâq, sur le Tigre, dans la cabine de ma prison, et la corde serrée après deux essais d’évasion, est entré, toutes portes closes, Il a pris feu dans mon cœur que mon couteau avait manqué, cautérisant mon désespoir qu’Il fendait, comme la phosphorescence d’un poisson montant du fond des eaux abyssales. Mon miroir intérieur me l’avait décelé, masqué sous mes propres traits — explorateur fourbu de sa chevauchée au désert, trahi aux yeux de ses hôtes par son attirail de cambriole scientifique, et tentant encore de déconcerter ses juges avec un dernier maquillage, camouflé, de toucher du jasmin aux lèvres et de khôl arabe aux yeux — avant que mon miroir s’obscurcisse devant Son incendie. (…) ».
Hospitalisé à Bagdad, il est donné pour mort mais il s’en sort et décide de rentrer en France par Alep puis Beyrouth. En route, il éprouve d’autres expériences mystiques.
Cette conversion au contact de l’islam s’inscrit dans le contexte plus large du renouveau catholique qui, en France, voit un nombre important de jeunes gens se convertir. On les appelle les « convertis de la Belle Époque ». Massignon va d'ailleurs rencontrer d’autres convertis, tels Paul Claudel, Jacques Maritain, ainsi que Charles de Foucauld qui a une influence décisive sur le cours de sa vie et devient l'un de ses maîtres spirituels.
En 1914, il épouse sa cousine, Marcelle Dansaert et s’installe à Paris, 21 rue Monsieur. Ils auront trois enfants : Yves (1915-1935) , Daniel (physicien, 1919-2000) et Geneviève (ethnolinguiste, 1921-1966) dont Paul Claudel est le parrain.

### Première Guerre mondiale
Mobilisé en 1914, il intègre le service de presse du ministère des Affaires étrangères, bientôt replié à Bordeaux, où il côtoie entre autres Paul Morand et Jean Giraudoux. Il est ensuite affecté au 1er régiment de zouaves à Saint-Denis, avant de rejoindre le front d’Orient dans les Dardanelles. Sur le conseil de Foucauld, il demande à quitter l’état-major pour passer dans la troupe et endure les combats dans les tranchées de Macédoine. Décoré de la Croix de guerre, il rentre à Paris. Envoyé en Égypte comme assistant de François Georges-Picot pour la mise en œuvre des Accords Sykes-Picot, il découvre les arcanes diplomatiques et rencontre T. E. Lawrence (et devient l'ami de Mark Sykes, dont il rédige un éloge, en anglais, après sa mort.). Bien que rivaux, ils entrent ensemble le 11 décembre 1917 dans Jérusalem abandonnée par les Ottomans, derrière le général Edmund Allenby.

### Entre-deux-guerres

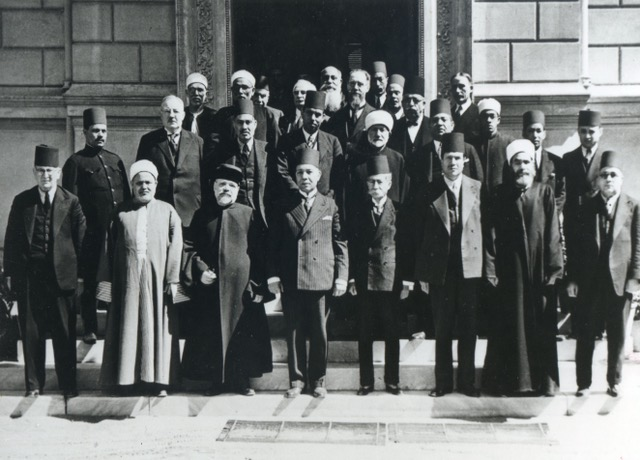
Académie de langue arabe du Caire, janvier 1934.

Autour des années 1920, il poursuit son rôle diplomatique, chargé par Georges Clemenceau de négocier les relations avec l’émir Fayçal qui rêve d’un royaume panarabe. Puis il reprend ses activités universitaires et enseigne au Collège de France, continuant d’effectuer des missions pour le Quai d’Orsay, ou bien une enquête sur les corporations au Maroc pour le maréchal Lyautey. Sa vie académique devient plus intense, mais cela ne l’empêche pas de maintenir sa vie spirituelle. En 1926, il participe à l’inauguration de la Mosquée de Paris, en présence de Gaston Doumergue, du sultan marocain Moulay Youssef (père de Mohammed V), du Bey de Tunis et du cheikh Ahmad al-Alawi. L'année suivante, il participe activement à la création de l'Association des Anciens Élèves et Amis de l’École des Langues Orientales (AAEALO) en participant à la réunion préparatoire puis à l'Assemblée Ggénérale constitutive du 1er juillet 1927. La même année, il est nommé à la Commission interministérielle des Affaires musulmanes pour le centenaire de l’Algérie. Au cours des années 1930, il remet sa vie spirituelle en avant, notamment après la perte de son fils aîné, Yves, en 1935.

### Seconde Guerre mondiale
Capitaine de réserve, il devient chef de bataillon d’infanterie coloniale dans l’entre-deux-guerres. Mobilisé à sa demande en 1939, il accompagne le général Weygand en mission en Orient. Lors de la grande débâcle, il se replie vers le sud-ouest en pensant rallier Alger, mais Weygand s’y oppose. L’armistice signé, il est démobilisé et rejoint Paris où il reprend ses activités de recherche et d’enseignement, sous l’occupation. Le régime de Vichy suspend son traitement de professeur car il refuse de prêter serment au maréchal Pétain. Il n’est pas un résistant, mais il est proche de Germaine Tillion et Claude Bourdet, membres du groupe du musée de l’Homme qu’il essaiera en vain de faire libérer.

### 1945-1962

Tombe de Louis Massignon et de James Bouillé au cimetière de Pordic (carré C).

Après-guerre, le général de Gaulle l’envoie en mission, d’Égypte jusqu’en Inde pour rétablir les relations culturelles de la France en Orient. Il bénéficiera dès lors d’un passeport diplomatique. Il bascule progressivement en faveur des décolonisations et devient un intellectuel catholique engagé, prenant position pour de multiples causes (voir infra). Il est l'une des figures des libéraux du Maroc qui font entendre leur voix dans le quotidien Maroc-Presse, malgré les intimidations des policiers regroupés dans La Main rouge (groupe armé), émanation et paravent du SDECE.
Sur cette période, l’imbrication entre vie savante, vie spirituelle et engagements politiques est centrale. En 1954-1955, il fonde le pèlerinage islamo-chrétien des Sept Dormants à Vieux-Marché en Bretagne afin de favoriser « une paix sereine » en pleine guerre d'Algérie.
Massignon enseigne à l'Institut d'études politiques de Paris, dispensant un cours sur l'islam. Il fait partie des quelques enseignants de Sciences Po qui, après la guerre, donnent des cours sur les études religieuses, avec Gabriel Le Bras et André Latreille.
Louis Massignon meurt la nuit du 31 octobre 1962. Le caveau familial est situé dans le cimetière de Pordic (carré C), dans les Côtes-d'Armor.

## L'islamologue

### Rôle dans l’islamologie française

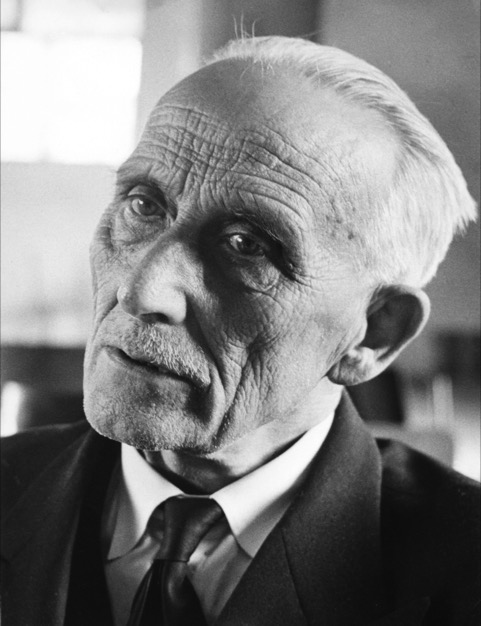
Portrait de Louis Massignon, en 1956.

Louis Massignon est aujourd’hui considéré comme l’un des fondateurs de l’islamologie française. Il a accompagné le dépassement de l’orientalisme vers l’islamologie. Il est reconnu pour avoir fait entrer l’étude du soufisme dans le champ académique. Il participe aux grands congrès orientalistes, dès 1905, à Alger où il se fait d’ailleurs remarquer par Ignaz Goldziher et Alfred Le Chatelier. De 1919 à 1924, il devient le suppléant de ce dernier, titulaire de la chaire de sociologie et sociographie musulmanes au Collège de France. En 1926, il est élu à l’unanimité pour lui succéder, jusqu'à sa retraite en 1954. L’islamologue est un pilier de la Revue du monde musulman, avant de fonder l’Annuaire du monde musulman et la Revue des études islamiques en 1927. Sa carrière prend vite une ampleur internationale: il devient membre de l’Académie des sciences d’URSS, de la Royal Asiatic Society à Londres et de l’Académie de langue arabe du Caire.
En 1932, il est directeur d’études à l'École pratique des hautes études, succédant à Maurice Gaudefroy-Demombynes à la chaire « Islamisme et religions de l’Arabie ». Il enseigne aussi à l’École libre des sciences politiques dans le cadre du cours sur les questions relatives à l'empire colonial français. En 1946, il est nommé président du jury d’agrégation d’arabe.
À la fin de sa vie, il est membre de nombreuses académies à travers le monde, dont les académies royales d’Afghanistan, de Belgique, du Danemark, d’Espagne, de Hollande, d’Iran, de Suède, de même que de l’American Oriental Society aux États-Unis, de la Morgenländische Gesellschaft à Göttingen, de l’Academia Nazionale di Lincei à Rome, etc.

### Travaux sur al-Hallâj

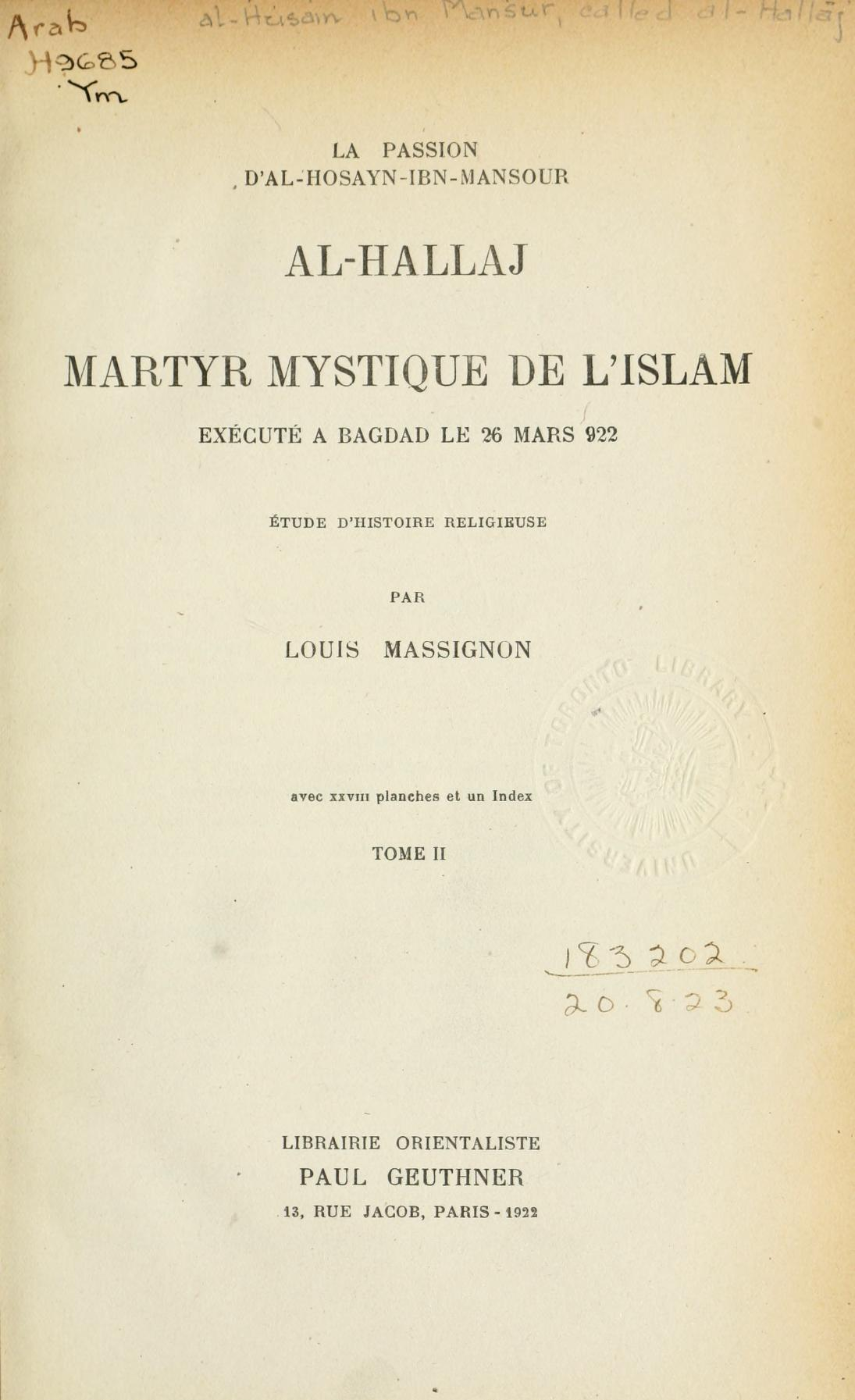
La passion d'Al-Hosayn-Ibn-Mansour, Al-Hallaj, martyr mystique de l'Islam, étude d'histoire religieuse, par Louis Massignon, Paris, Éditions Paul Geuthner, 1922.

Après l’avoir découvert en Égypte, Massignon consacre sa thèse à la vie du soufi Mansur al-Hallaj, martyrisé et crucifié à Bagdad en 922 (309 de l’Hégire), pour des propos considérés comme hérétiques. Il aurait dit Ana al-Haqq (« je suis la Vérité Créatrice »), qui sera jugée blasphématoire. Massignon a consacré de longues années à la rédaction de cette thèse qui est achevée en 1914, mais que la Première Guerre mondiale l'empêche de soutenir. Il la dépose en Sorbonne le 26 mars 1922, exactement mille ans après le supplice de Hallâj, et la soutient le 24 mai. Intitulée La Passion de Hallaj, elle est importante car elle intègre l’étude du soufisme dans la sphère académique. Initialement en deux volumes, il va constamment la retravailler. Elle sera republiée de façon posthume en 1975, puis 2010, chez Gallimard en quatre volumes,.

### Autres thèmes de recherche
Ses travaux universitaires ne se limitent pas à l’islamologie mais concernent aussi la poésie, la littérature, la linguistique, l’architecture, la science politique, l’archéologie, etc. En matière de science religieuse, il choisit certains sujets de recherche en fonction de ses affinités spirituelles: Abraham, un modèle pour tous les croyants monothéistes ; Fâtima, la fille du prophète Mahomet, dans ses correspondances avec la Vierge Marie ; Salmân al-Farîsi (ou Salmân Pâk), un chrétien converti et compagnon persan du Prophète ; les Sept Dormants d'Éphèse ou les Gens de la Caverne (Ahl al-Kahf) dans la sourate 18 du Coran, des saints communs aux chrétiens et aux musulmans.

## Le mystique

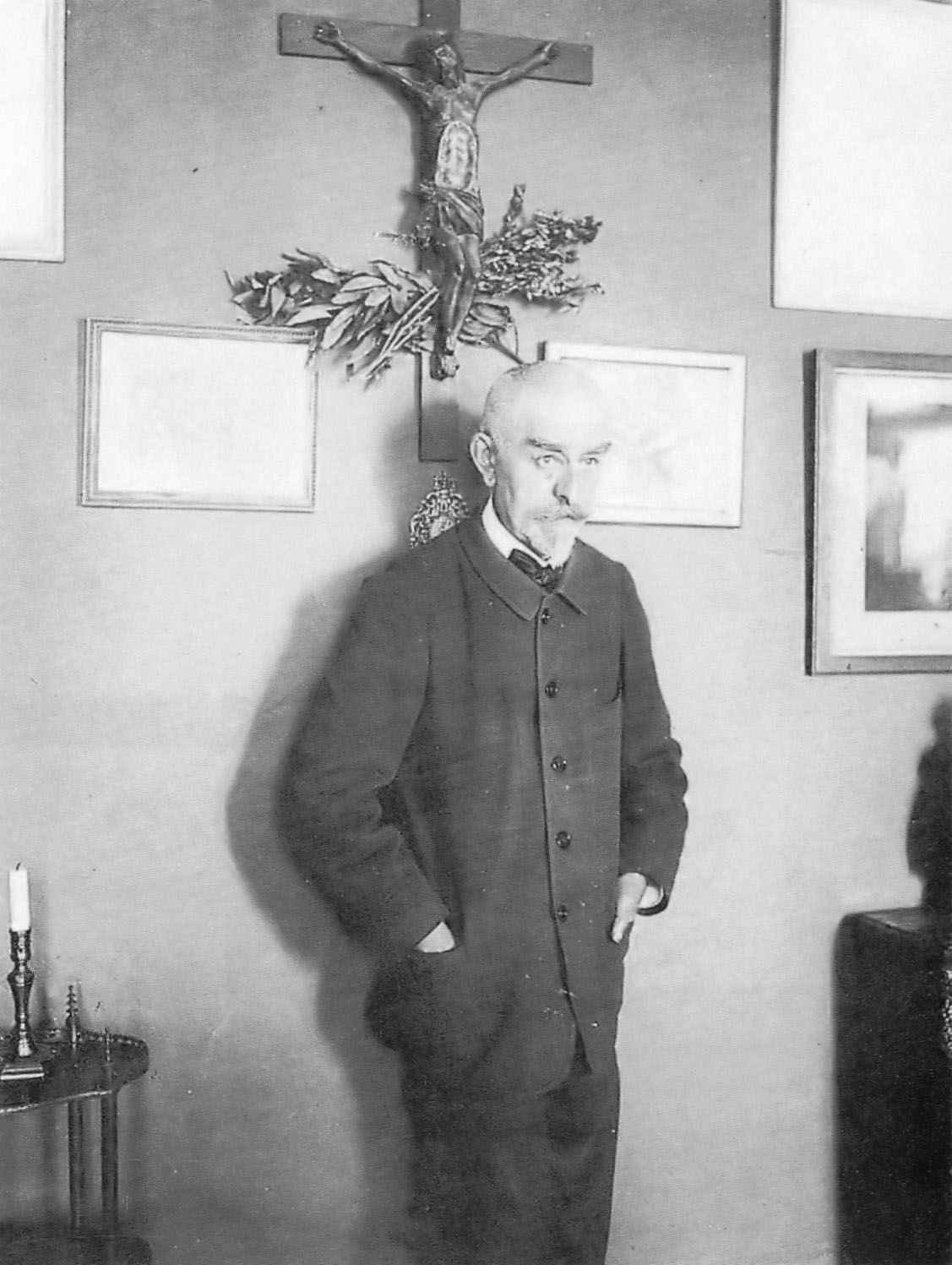
Joris-Karl Huysmans (1848-1907), chez lui par Dornac.

### La rencontre de Joris-Karl Huysmans
À l'âge de 17 ans, alors agnostique, il rencontre Joris-Karl Huysmans à Ligugé, le 27 octobre 1900. L’écrivain catholique et ami de son père lui transmet les notions de « substitution mystique » et de « compassion réparatrice », qui seront centrales dans sa vie spirituelle après sa conversion, consistant à faire don de soi pour autrui,.

### L’influence de Charles de Foucauld

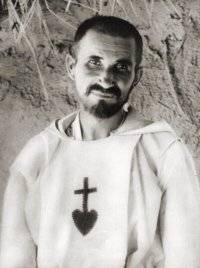
Charles de Foucauld dit en religion Frère Charles de Jésus.

À son retour de Mésopotamie où il s’est converti en 1908, le jeune orientaliste reprend contact avec Charles de Foucauld, après leur échange de 1906. Lors de leur rencontre à Paris en 1909, ce dernier l’invite à le suivre dans le Hoggar algérien, pour lui succéder un jour. Il lui propose même d’être secrètement[pourquoi ?] ordonné. Le jeune homme hésite entre vie érémitique et vie savante dans le siècle. En 1913, il choisit de se marier et de poursuivre sa thèse, sans pour autant renier ses aspirations mystiques. Tous deux échangent plus de 80 lettres. À la mort du religieux en 1916, il devient son exécuteur testamentaire. Il est à l'origine de la biographie, écrite par René Bazin, qui fera connaître la figure de l’ermite de Tamanrasset. Il contribue à l'ouverture du procès de canonisation en 1928, cause aboutie le 26 mai 2020. Toute sa vie il défendra la mémoire de ce « frère aîné », contre les reproches qui lui seront faits[Par qui ?] d'avoir voulu convertir des musulmans,.

### La Badaliya
En 1931, il entre dans le Tiers-Ordre franciscain, sous le nom d’Abraham (Ibrahim), bientôt rejoint par son amie égyptienne, Mary Kahil.
En 1934, tous deux fondent à Damiette un groupe de prière pour le salut des musulmans et non pour leur conversion. La « Badaliya » signifie « substitution » en arabe. Massignon reprend le principe de « substitution mystique » transmis par Huysmans en 1900. Il s’agit de souffrir à la place d’autrui. Cette création est bénie par Pie XI, qui qualifie au passage Massignon de « catholique musulman ». Des groupes émergent au Caire, à Rome, à Paris, etc.; des membres haut-placés de l'Église en font partie (par exemple le cardinal Montini, futur Paul VI).

### L’ordination
En 1949, le pape Pie XII l’autorise à passer du rite latin au rite melkite oriental de langue arabe, qui accepte l’ordination des hommes mariés. Le 28 janvier 1950, il devient secrètement prêtre au Caire. Pour lui, c’est une consécration. Mais cela lui vaut des remontrances, notamment de la part de son ami Paul Claudel. Il ne peut pas dire de messe en public et officie de façon privée, chez lui, dans son bureau, rue Monsieur.

### Le pèlerin
Il est un pèlerin insatiable, allant d’un sanctuaire à l’autre, y compris en dehors des frontières monothéistes (Japon, Inde). Il développe l’idée de « géographie spirituelle du monde » qui serait parsemé de lieux plus sacrés que d’autres. Il se rendra 27 fois à Jérusalem, mais aussi à Hébron, à Domrémy, à Notre-Dame de La Salette, à Assise, à Notre-Dame de Fátima , etc. En 1954-1955, il greffe un pèlerinage islamo-chrétien sur un pardon catholique breton dédié aux Sept Dormants d'Éphèse — aussi vénérés comme « Gens de la Caverne » dans la sourate 18 du Coran —. Aussi convie-t-il des ouvriers algériens au hameau des Sept-Saints en Bretagne (Côtes d’Armor). Il prend l’initiative de ce rassemblement atypique « pour une paix sereine en Algérie ». Ce pèlerinage existe encore de nos jours.

## Engagements
Louis Massignon est un mystique en politique. Chez lui, engagements et foi sont inextricablement liés, comme chez Gandhi qu’il admire. L’oubli de cette dimension méta-politique entraîne parfois une lecture partielle et partiale de ses prises de position souvent véhémentes car marquées au coin de l’absolu. Qui dit spiritualité n'exclut pas des formes d'action très concrètes comme en témoigne sa création ou sa participation à de nombreuses associations comme La Badaliya (qu’il crée à Damiette avec Mary Kahil en 1934), les Amis de Gandhi (qu’il rejoint en 1932 et qu’il présidera en 1954), le Comité chrétien d’entente France-Islam (cofondé avec André de Peretti et Jean Scelles en 1947 et dont fait partie Emmanuel Mounier), le Comité France-Maghreb (cofondé en 1953, présidé par François Mauriac et dont les premiers adhérents sont Edgard Faure, Robert Schuman, François Mitterrand, André Malraux, Robert Barrat, André de Peretti, Albert Camus, etc. ), ou le Comité pour l’amnistie aux condamnés politiques d’outre-mer.

### L’abrahamisme
Il est l’un des pères de l’abrahamisme. Son souci est de réconcilier les religions « abrahamiques », c’est-à-dire les trois monothéismes : judaïsme, christianisme et islam qui tous trois vénèrent en Abraham le père des croyants. Il écrit Les trois prières d’Abraham autour d’Isaac (judaïsme), d'Ismaël (islam) et de Sodome (homosexuels), mais la première reste inachevée. Si la réconciliation souhaitée doit s’attendre dans un horizon eschatologique (fin des temps), il prône aussi la nécessité du respect mutuel entre croyants. Ses vues vont avoir une influence officieuse dans la déclaration Nostra Ætate du concile Vatican II dans ses positions envers les églises non chrétiennes, notamment l’islam, l'année même de sa mort en 1962. Il est souvent considéré comme un précurseur du dialogue islamo-chrétien. Toutefois, on lui a parfois reproché son islamophilie, voire un certain syncrétisme.

### L’homosexualité
Louis Massignon a décrit à plusieurs reprises ses relations homosexuelles (notamment avec Luis de Cuadra qui sera l'un de ses amants les plus marquants). Refoulant cette homosexualité après sa conversion, il a fréquemment raconté ses tourments, ses péchés et comment il a lutté contre le démon de l'attirance homosexuelle (il s'en confie à Paul Claudel, par exemple dans une lettre du 12 février 1913). Par la suite, il deviendra un défenseur paradoxal de la cause homosexuelle, dans une approche « abrahamique », à travers sa célèbre prière à Sodome (Les trois prières d'Abraham, la troisième étant celle pour Sodome). À partir de février 1943, Massignon, devenu religieux, effectuera avec le père Jean Daniélou chaque semaine une prière pour Sodome. Enfin Massignon entretiendra d'innombrables relations et correspondances avec la plupart des grands auteurs homosexuels de son époque (François Mauriac, Jean Genet, Roger Martin du Gard, Max Jacob, etc.), ou avec des homophiles convertis comme lui (Jacques Maritain, etc.). Selon les spécialistes de Massignon, son orientalisme sera étroitement imbriqué à son homosexualité active puis sublimée ou refoulée, comme ce fut le cas pour le maréchal Hubert Lyautey ou encore pour Arthur Rimbaud, T. E. Lawrence ou André Gide.

### L’hospitalité
L'hospitalité reçue des Arabes est un des piliers de sa spiritualité, de sa démarche intellectuelle et de son engagement dans la cité : « Pour comprendre l’autre, il ne faut pas se l’annexer mais devenir son hôte ».
Dans les années 1920, il mène une action sociale et d’alphabétisation en faveur des immigrés maghrébins de la région parisienne, puis créera l’ANARF en 1948 (l’Amicale des Nord-Africains résidant en France). Il visite aussi des détenus - politiques ou de droit commun - maghrébins à la prison de Fresnes à partir de 1953.

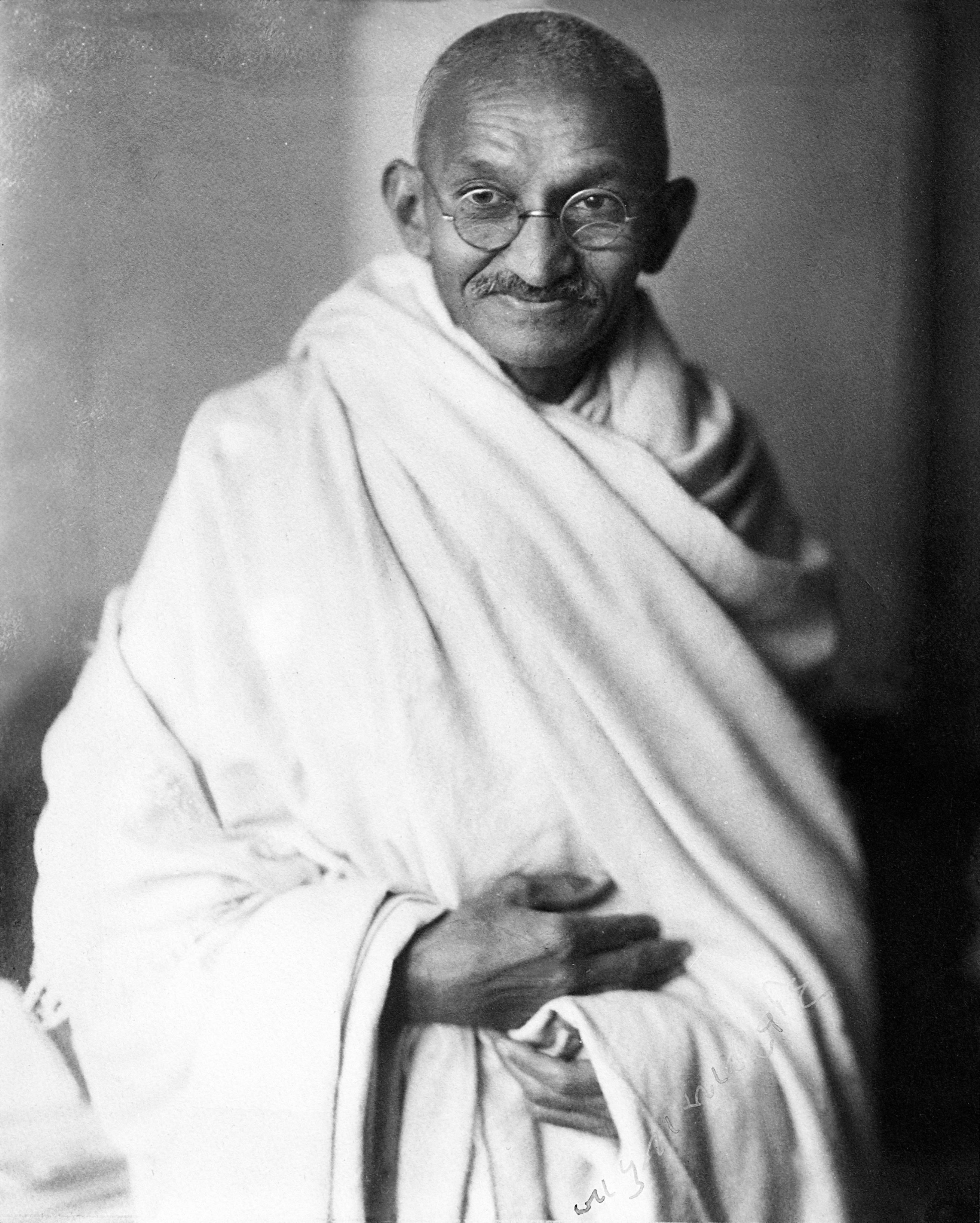
Mohandas Karamchand Gandhi, en septembre 1931.

### La non-violence gandhienne
Dès 1921, il publie dans la Revue du monde musulman le texte fondamental de Gandhi, le Satyagraha, revendication civique du vrai, mieux connue comme doctrine de la non-violence active. Gandhi devient un de ses plus grands maitres spirituels. Il le rencontre à Paris en 1931, se rend en pèlerinage sur sa tombe en 1953. L'année suivante, il devient le président des Amis de Gandhi. Lors des guerres de décolonisation, à l'instar du Mahatma, il privilégie les « moyens pauvres » que sont le jeûne, le pèlerinage, la prière. Il mobilise d’autres formes d'action non-violentes comme le sit-in par exemple lors de la manifestation du 30 avril 1960 où il est traîné vers les cars de police, aux côtés de son ancienne étudiante Germaine Tillion et de Lanza del Vasto, un autre gandhien.

### Les décolonisations

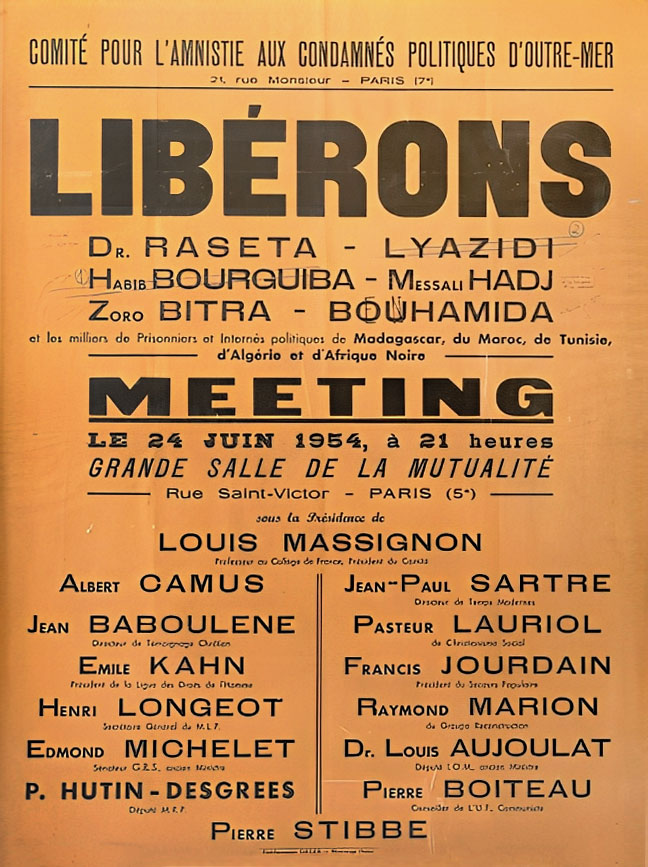
Grand meeting en faveur de la libération des « milliers de Prisonniers et Internés politiques de Madagascar, du Maroc, de Tunisie, d’Algérie et d’Afrique Noire, 24 juin 1954.

D’une jeunesse où il se dira « fort colonial », il va évoluer sur la question délicate de la colonisation française. Souvent sollicité par le Quai d’Orsay, il assure un rôle d’expertise sur la « question d’Orient » et les affaires « musulmanes » des colonies et protectorats français. Après la Seconde Guerre mondiale, constatant les excès du colonialisme, il devient progressivement favorable à l’émancipation des peuples concernés. Il suit de près la situation marocaine qui voit la destitution du sultan en août 1953 et participe activement à son retour sur le trône en 1955. Dès mars 1953, le futur Mohammed V lui écrivait : « À l’ami de notre Majesté, Mr le Professeur Massignon, qui a su s’imprégner, mieux que quiconque, de l’âme musulmane et de la culture arabe, et prouver que islam et chrétienté peuvent s’unir pour le bien de toute l’humanité. Mohammed ben Youssef, Émir des croyants »,.
Lors de la guerre d'Algérie, il s’indigne des violences commises de la part des indépendantistes comme des Français de l’OAS et dénonce les « deux terrorismes » qui se font face. Il prend publiquement position dans la presse ou dans des comités où il siège avec Jean-Paul Sartre ou Albert Camus. Lors d’une conférence en 1958, il est blessé par des partisans de l’Algérie française criant : « Massignon trahison ! ». Il meurt quelques mois après les accords d’Evian qui mettent fin à la guerre d’Algérie.

### Positions sur le sionisme
D’abord sioniste dans l’entre-deux-guerres, Louis Massignon va évoluer vers un antisionisme notoire. D’où la nécessité d’expliquer et de contextualiser ses prises de positions. Il faut en outre distinguer ce qui relève de la confidence dans la correspondance privée des écrits publics. Ses positions ont certes évolué au gré de l’évolution géopolitique, mais elles s’organisent autour d’un noyau constant : dans une perspective eschatologique et prophétique, le peuple juif a vocation à revenir en Palestine, accomplissant la promesse divine de la terre promise faite aux fils d’Israël. Le sionisme est donc légitime sauf s’il devient athée, matérialiste et techniciste, en rupture avec cette vocation sainte. À ce titre, la position de Louis Massignon n’est pas sans rappeler celles de nombreux juifs ultra-orthodoxes qui, dès les années 1880, dénoncèrent comme « un acte de rébellion contre Dieu », l’existence d’un sionisme laïque qui, par des moyens modernes, séculariserait l’espérance juive bimillénaire du retour à Sion.
Jeune homme, il se lie d’amitié avec Jean-Richard Bloch, « lui encore passionnément juif, moi insuffisamment chrétien » et choisit pour mentor l’islamologue juif hongrois, Ignaz Goldziher,. Parmi ses professeurs juifs, on compte aussi Hartwig Derenbourg, son maître à l’EPHE, qui l'encourage à étudier Hallaj, et l’indianiste Sylvain Lévi, professeur au Collège de France, oncle de Jean-Richard Bloch, qui soutient sa candidature au sein de cette institution en 1926. Tous deux sont membres dirigeants de l'Alliance israëlite universelle. Parmi ses collègues juifs, on peut aussi citer Lévi Billig, Shlomo Pinès et Paul Kraus, beau-frère de Leo Strauss et éditeur de La Passion de Hallâj.

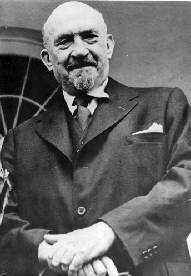
Chaim Weizmann, 1948.

Au lendemain de la Première Guerre mondiale et dans la continuité des accords Sykes-Picot, le Quai d’Orsay le charge de négocier avec Fayçal pour la Syrie et avec Chaim Weizmann pour la création du « Foyer national juif » en Palestine conformément à la Déclaration Balfour. Il a connu Haïm Weizmann, le premier président de l'État d'Israël, et l'agronome Aaron Aaronsohn à Jérusalem, où il a visité des fermes agricoles : « J’ai visité une colonie où j’ai vu des Israélites qui avaient sacrifié un avenir dans les professions libérales pour s’occuper eux-mêmes de travaux de la terre. Le travail de la terre, c’est la pierre fondamentale. Si les israélites veulent se consacrer au travail de la terre, le sionisme sera fondé. J’espère qu’on y arrivera ».
« Il y a des milliers de gens qui se disent sionistes et qui n’ont pas oublié que leurs ancêtres ont été chassés de Palestine. Ils se souviennent de leurs morts, et cela suffit pour créer un droit à revenir près d’une tombe ».
« Tout ce qui contribue à la renaissance d’Israël m’est particulièrement cher ».
Il est alors prosioniste,. En 1925, il corédige un « Rapport sur le sionisme », adressé au pape Pie XI en 1925, pour obtenir son soutien « pour les Juifs convertis au catholicisme qui souhaiteraient participer à l’œuvre commune de la résurrection d’Israël ». « Cependant, les procédés « colonisateurs » et l’athéisme affiché de nombreux dirigeants sionistes, allant à l’encontre des convictions religieuses des Arabes autochtones chrétiens et musulmans, provoquent peu à peu chez Massignon un revirement total qui lui dicte à l’égard des Juifs des « propos excessifs » ». Son pro-arabisme l’emportera. Le pic est atteint en 1938 lorsqu’il confie une « crise d’antisémitisme » à Mary Kahîl, attitude qu’il regrettera : « Les intrigues des réfugiés juifs en France m’ont fait passer par une crise d’antisémitisme où je me suis disputé avec les Maritain et Georges Cattaui. Je me suis rasséréné mais ils doivent m’en garder quelque amertume ». En effet, dans sa correspondance, il émet des propos hostiles envers les juifs réfugiés en France. Certains de ses propos qualifiés de racistes (« au sang d’une toxicité certaine ») relèvent de l’antisémitisme ambiant d’avant-guerre. Cependant, le passage incriminé relève de la correspondance privée, et non d’un écrit destiné à la publication et qui pourrait, par là, inciter à la haine raciale. Cette « crise d’antisémitisme » est balayée par la guerre. Sous l’Occupation, il aide par ses relations plusieurs intellectuels juifs, tel Georges Vajda, à passer en zone libre. Son traitement de professeur est suspendu car il refuse de prêter serment au régime de Vichy. La Gestapo descend chez lui, mais sa femme a pu cacher en Bretagne le fichier d’adresses de l’association du Foyer judéo-catholique dont il a été vice-président dans les années 1930.
En 1947, il est explicitement antisioniste. Il s’indigne du plan de partition de la Palestine, considérant que la Terre sainte « ne devrait pas être un objet de partage entre privilégiés, mais la tunique sans couture de la réconciliation mondiale, un lieu d’intime mélange entre tous ». Il plaide même pour l’internationalisation des lieux saints et que l’ONU s’installe à Jérusalem. À l’issue de la Première guerre israélo-arabe, il prend la défense des centaines de milliers de réfugiés palestiniens : « Le problème de l’hospitalité́ domine toute la question de la paix dans la justice. Tant que nous ne traiterons pas les personnes déplacées comme des hôtes de Dieu, nous ne trouverons pas de solution ».
Au cours des années 1950, il est proche du rabbin Judah Leon Magnes, fondateur de l’Université Hébraïque de Jérusalem, et du philosophe Martin Buber, tous deux membres du parti sioniste Ihud (Unité́) et favorables à une solution pacifique et à un État binational. Sur le plan spirituel, Massignon et ses amis de la Badaliya jeûnent chaque année pour la fête de Yom Kippour en solidarité et pour la réconciliation en Terre sainte. Toutefois, le chrétien qu’il est se dit blessé du mauvais traitement de la Vierge Marie dans certains passages du Talmud, envisagée comme une femme adultère. Selon lui, point de paix en Palestine ou dans le monde tant « qu’Israël ne révisera pas le procès de la Mère de Jésus ».

## Œuvres
L'œuvre de Massignon est pléthorique, si bien qu’il est qualifié dans les Écrits Mémorables (2009) de « savant à la production océanique ». Pour une bibliographie exhaustive, voir Louis Massignon, Écrits Mémorables, t. II, Robert Laffont, coll. « Bouquins », 2009, p. 941-997.
- Correspondance Jacques Maritain-Louis Massignon 1913-1962, transcrit, annoté et présenté par François Angelier, Michel Fourcade et René Mougel, Desclée de Brouwer, 2020, 900 p.  (ISBN 9782220092027)
- Gérard Khoury (préf. Henry Laurens), Louis Massignon au Levant. Écrits politiques (1907-1955), Albin Michel, 2019.
- Paul Claudel-Louis Massignon, Correspondance 1908-1953, nouvelle éd. augmentée, présentée et annotée par Dominique Millet-Gérard, Gallimard, 2012.
- Badaliya, au nom de l’autre, 1947-1962, présenté et annoté par Maurice Borrmans et Françoise Jacquin, Cerf, 2011.
- La Passion de Hallâj, Paris, Gallimard, 1975, 4 vol., nouvelle éd. Gallimard 2010 (trad. anglaise par Herbert Mason, The Passion of Hallâj, Princeton, 1982).
- Écrits Mémorables, 178 textes (pour certains inédits) établis, présentés et annotés sous la direction de Christian Jambet, par François Angelier, François L'Yvonnet et Souâd Ayada, Robert Laffont, coll. « Bouquins », 2 volumes, 2009  (ISBN 978-2-221-91476-2)
- Massignon-Abd-el-Jalil. Parrain et filleul. 1926-1962. Correspondance, rassemblée et annotée par Françoise Jacquin. Préface par Maurice Borrmans, Éditions du Cerf, 2007.
- Autour d'une Conversion : lettres de Louis Massignon et de ses parents au Père Anastase de Bagdad, Textes choisis et annotés par Daniel Massignon, Cerf, 2004.
- Essai sur les origines du lexique technique de la mystique musulmane, Cerf, 1999 (1re édition, Vrin, 1954).
- La Guerre sainte suprême de l'Islam arabe, Éditions Fata Morgana, 1998
- Les Trois Prières d'Abraham, Cerf, 1997.
- L'aventure de l'amour de Dieu, 80 lettres inédites de Charles de Foucauld à Louis Massignon, textes rassemblés par Jean-François Six, Seuil, 1993
- Examen du « Présent de l'homme lettré » par Abdallah Ibn Al-Torjoman, PISAI, Roma, 1992.
- Dîwân. Poèmes de Husayn Mansûr Hallâj, traduits de l'arabe et présentés par Louis Massignon, (Cahiers du Sud, 1955), Seuil, 1981. Poche, 1992.
- Parole donnée, Paris, Seuil, 1983, (Julliard, 1962).
- Akhbar Al-Hallâj, Recueil d'oraisons et d'exhortations du martyr mystique de l'Islam, Vrin, collection « Études musulmanes », 1975. Edition bilingue.
- Opera minora, Paris, PUF, 1969, 3 vol. (réédition de l'édition de Beyrouth, 1963), choix de textes édités par Youakim Moubarac.

## Postérité

### Hommages
Quelques jours après sa mort, le 31 octobre 1962, Louis Aragon écrivait dans un numéro spécial des Lettres françaises : « Un des hommes qui signifie la France vient de disparaître. ». L’athée qu’il est lui rend un vibrant hommage, suivi de François Mauriac, Taha Hussein, Charles-André Julien, Régis Blachère, etc., tandis que Jacques Berque salue en lui le “Cheikh admirable”.
En 1970, un cahier de l’Herne consacré à Massignon rassemble plus d’une soixantaine de témoignages dont ceux d’Edmond Michelet, Charles-André Julien, Jacques Nantet, Gabriel Bounoure, Ibrahim Madkour, André Chouraqui, Eva de Vitray-Meyerovitch, Henri Laoust, Stanislas Fumet, François Nourissier, Jacques Maritain, Henri-Irénée Marrou, René Voillaume, Serge de Beaurecueil, Henry Corbin…
En 1976, Romain Gary, dans La nuit sera calme, évoque sa rencontre avec Louis Massignon: « Teilhard de Chardin eut chez moi une rencontre avec Massignon, qui était probablement le plus grand islamisant français du siècle… C'était au physique et au spirituel le contraire de Teilhard, une âme sur charbons ardents à mille années-lumière de la paix intérieure… Un fil d'acier, chauffé à blanc, vibrant, toujours prêt à se rompre, une foi chrétienne dévorante, touché de mysticisme islamique et de ces petits feux de l'enfer qu'entretient une sexualité fourvoyée… Cela donnait une musique arabo-judéo-chrétienne admirable, une très belle contribution artistique… Il avait un physique fragile de vieillard adolescent, un corbeau gris et translucide, avec un de ces regards noirs, brûlants, à vous faire des trous dans votre veston… »

### Critiques
L'œuvre de Louis Massignon n'est pas épargnée par les critiques, parfois acerbes. L’un de ses étudiants, Maxime Rodinson a signé un texte intitulé “Ce n’était pas un saint”, ce qui aide à relativiser la portée de certains ouvrages à tendance hagiographique.
Depuis les travaux d’Edward Saïd, il est avéré que l’orientalisme a parfois servi de caution scientifique au projet colonial et impérialiste de l’Occident. Edward Saïd considère la figure de Al-Hallâj comme "non pertinente", marginale, non représentative de l'islam. Cependant, il reconnaît tout de même que l’une des grandes réussites de Louis Massignon « a été de rendre l’érudition traditionnelle utile pour le monde politique moderne ».
L'influence de sa foi catholique sur ses travaux est également sujette à controverse. En 1908, il a par exemple voulu voir dans la crucifixion de Hallaj le signe qu’il était mort chrétien, avant de reconnaître qu’il était bien mort musulman. Il est avéré que sa mystique personnelle a influencé ses travaux sur la mystique musulmane.
Près de soixante ans après sa mort, l’œuvre de Massignon continue de faire l’objet de travaux universitaires (colloques, thèses, articles, ouvrages) qui permettent de dépassionner des sujets sensibles et de dépasser des polémiques (accusations d’espionnage, antisionisme voire antisémitisme, rapports à la colonisation et à l’homosexualité).

### Association
En 1965, est fondée l’Association des Amis de Louis Massignon, visant à « veiller à l'édition, à la réédition, à toute traduction des œuvres de Louis Massignon, honorer sa mémoire et perpétuer son œuvre et sa pensée ». Henri Massé (membre de l’Institut) en est le président d’honneur, et Henri Laoust (Collège de France), le président. Le bureau est constitué de Gaston Wiet (Collège de France), Jacques Berque (Collège de France), Henri Cazelles (Institut Catholique de Paris), François de Laboulaye (ministre plénipotentiaire), Jean Scelles (ancien parlementaire), Geneviève Massignon (CNRS) et Daniel Massignon (CEA). Entre 1994 et 2009, cette association a publié 23 numéros d’un Bulletin qui dévoile des sources inédites sur Louis Massignon autour de grands thèmes (“L’hospitalité”, “Le pèlerinage”, “Germaine Tillion et Louis Massignon”…). L’association a cessé ses activités en 2017.

### Étudiants
Parmi ses étudiants figurent :
- Georges Chehata Anawati , dominicain égyptien fondateur de l'Institut dominicain d'études orientales (IDEO) au Caire.
- Mohammed Arkoun, intellectuel algérien, philosophe et islamologue, spécialiste des courants libéraux et humanistes en islam
- Roger Arnaldez, philosophe des religions et linguiste impliqué dans le dialogue islamo-chrétien
- Abdurrahmân Badawî, penseur et philosophe islamique égyptien
- Najm oud-Dine Bammate, intellectuel, écrivain, homme de médias et islamologue franco-afghan responsable du programme Orient-Occident à l’UNESCO
- Jean Mohamed Ben Abdejlil , son filleul, converti de l'islam et devenu prêtre catholique franciscain
- Jacques Berque, professeur au Collège de France, traducteur du Coran (2002)
- Régis Blachère, islamologue et traducteur du Coran (1947), dans une optique historico-critique
- Boutros Boutros-Ghali , diplomate égypien, 6e secrétaire général de l’ONU (1992-1996), puis 1er secrétaire général de la Francophonie (1997-2002)
- Henry Corbin , philosophe et grand spécialiste du grand mystique chiite Sohrawardi (Cheikh Al-Ishraq)
- Louis Gardet, petit frère de Foucauld, spécialiste de l’islam et de la mystique comparée; consultant auprès du Secrétariat pour les Non Chrétiens du Vatican
- Jean Gaulmier , sociologue, professeur et écrivain
- Muhammad Hamidullah, théologien, philosophe et savant musulman, traducteur du Coran en Français préfacé par Louis Massignon.
- Taha Hussein, universitaire, écrivain et homme politique égyptien
- James Kritzeck (en), universitaire américain spécialiste de la poésie et de la littérature islamique (en)
- Abdel-Halim Mahmoud, grand cheikh de l'Université al-Azhar au Caire
- Émile Janier, dernier directeur de la Médersa de Tlemcen
- Henri Laoust, successeur de Louis Massignon au Collège de France et 1er président de l’Association des Amis de Louis Massignon
- Ibrahim Madkour, Président de l’Académie arabe du Caire
- Herbert Mason, écrivain, poète et islamologue américain traducteur des 4 volumes de La Passion de Hallâj (en)
- Denise Masson, islamologue et traductrice du Coran, La Pléiade, 1967
- Jean Morillon, diplomate et premier biographe de Louis Massignon
- Youakim Moubarac , prêtre maronite et islamologue au CNRS, secrétaire de Louis Massignon de 1950 à 1962
- George Makdisi (en), islamologue américain, spécialiste du théologien et uléma du XIe siècle, Ibn Aqil
- Vincent Mansour Monteil, officier des affaires indigènes, résistant et expert, devenu islamologue
- André Miquel, titulaire de la chaire de langue et de littérature arabe au Collège de France
- Maxime Rodinson, sociologue du monde musulman, militant communiste et de la cause palestinienne
- 'Alî Sharî'atî, sociologue, philosophe et militant politique iranien
- Salah Stétié , poète et diplomate libanais, représentant du Liban à l'UNESCO
- Germaine Tillion, ethnologue et résistante, inhumée au Panthéon depuis 2015
- Eva de Vitray-Meyerovitch , chercheuse, traductrice et écrivaine, convertie à l'islam et spécialiste de Djalâl ad-Dîn Rûmî

### Honneurs
- Le lycée français d'Abu Dabi, aux Émirats arabes unis, porte le nom de Louis Massignon, depuis 1982.
- Le groupe scolaire Louis-Massignon, à Casablanca au Maroc.

### Sources
- Louis Massignon, Écrits Mémorables, sous la direction de Christian Jambet, avec F. Angelier, F. L’Yvonnet et Souâd Ayada (2 vol.), Laffont, Bouquins, 2009 / Repères biographiques, T.I, pp. XXIX-LXXX.

#### Bases de données et notices
- Ressources relatives à la recherche :   - Académie des sciences d'outre-mer
  - Cairn
  - Dialnet
  - Dictionnaire prosopographique de l'École pratique des hautes études
  - La France savante
  - Persée
  - Les Professeurs du Collège de France (1909-1939)
  - Thèses de doctorat ès lettres soutenues en France de 1808 à 1940
- Ressource relative à la religion :   - Dictionnaire de spiritualité
- Ressource relative à plusieurs domaines :   - Radio France
- Ressource relative à la vie publique :   - base Léonore
- Notices dans des dictionnaires ou encyclopédies généralistes :   - Brockhaus
  - Deutsche Biographie
  - Treccani
  - Universalis
- Notices d'autorité :   - VIAF
  - ISNI
  - BnF (données)
  - IdRef
  - LCCN
  - GND
  - Italie
  - CiNii
  - Espagne
  - Belgique
  - Pays-Bas
  - Pologne
  - Israël
  - NUKAT
  - Catalogne
  - Suède
  - Vatican
  - Australie
  - WorldCat
- Base Léonore

#### Sites internet
- Nouveau site officiel dédié à Louis Massignon, publié en juillet 2021 : http://louismassignon.fr.
- D'Orient et d'Occident : site de Jean Moncelon comprenant des pages consacrées à Louis Massignon, dont une longue bibliographie
- Éléments biographiques, aperçu sur l'œuvre et le texte du Nostra Ætate (Vatican II)